# Schenkelia lesserti
Schenkelia lesserti là một loài nhện trong họ Salticidae.
Loài này thuộc chi Schenkelia. Schenkelia lesserti được Lucien Berland & Millot miêu tả năm 1941.